# Mont Tsukuba
Le mont Tsukuba (筑波山, Tsukuba-san) est une montagne du Japon. Elle est située dans la préfecture d'Ibaraki. Elle est connue pour sa forme, composée de deux pics : le Nyotai-san (877 m) et le Nantai-san (871 m). Beaucoup de gens font l'ascension de cette montagne qu'ils surnomment la montagne bleue pour la vue panoramique depuis le sommet.
Par temps clair, il est possible d'apercevoir Tōkyō, le lac Kasumigaura et le mont Fuji. La plupart des montagnes du Japon sont d'origine volcanique mais pas le mont Tsukuba qui est constitué de granite et de gabbro. On y extrait du granite.
Un funiculaire et un téléphérique permettent d’accéder au sommet.